# Philippinische Badmintonmeisterschaft
Badmintonmeisterschaften der Philippinen werden seit 1949 ausgetragen. Sie sind damit einer der traditionsreichsten nationalen Titelkämpfe in Asien. In den 1950er Jahren bestimmten dabei Adriano Torres und Sy Khim Piao das Geschehen, gefolgt von Amparo Lim, Kennie Asuncion und Kennevic Asuncion in den 1990er Jahren und im ersten Jahrzehnt des 21. Jahrhunderts.

## Titelträger
| Saison    | Herreneinzel           | Dameneinzel                | Herrendoppel                               | Damendoppel                                       | Mixed                                      |
| --------- | ---------------------- | -------------------------- | ------------------------------------------ | ------------------------------------------------- | ------------------------------------------ |
| 1949      | Adriano Torres         | F. D. Icasa                | Federico Santos Jeremias Cortez            | Maria A. Bosque Consuelo G. Paredes               | Quirino Ynchausti J. Pineda                |
| 1950      | Adriano Torres         | Consuelo G. Paredes        | Francisco Santos Mariano Yanga             | Charo Oteyza Consuelo G. Paredes                  | Robert Fox Consuelo G. Paredes             |
| 1951      | Ramon Young            | Consuelo G. Paredes        | Ramon Young W. F. Foo                      | Estrella Perez Consuelo G. Paredes                | Francisco Santos Consuelo G. Paredes       |
| 1952      | Wong Peng Soon         | T. Kun Sui                 | Wong Peng Soon Cheong Hock Leng            | C. Chua L. Chua                                   | nicht ausgetragen                          |
| 1953      | Adriano Torres         | Mary Tan                   | Sy Khim Piao Henry Uy                      | Mary Tan A. Tan                                   | Adriano Torres Consuelo G. Paredes         |
| 1954      | Adriano Torres         | nicht ausgetragen          | Adriano Torres Raymond Bayot               | nicht ausgetragen                                 | Simon Haw Mary Tan                         |
| 1955      | Adriano Torres         | nicht ausgetragen          | Adriano Torres Raymond Bayot               | nicht ausgetragen                                 | Henry Uy Mary Tan                          |
| 1956      | Sy Khim Piao           | Mary Tan                   | Adriano Torres Raymond Bayot               | Lily Tan Mary Tan                                 | Henry Uy Mary Tan                          |
| 1957      | Adriano Torres         | nicht ausgetragen          | Adriano Torres Raymond Bayot               | nicht ausgetragen                                 | nicht ausgetragen                          |
| 1958      | Adriano Torres         | nicht ausgetragen          | Sy Khim Piao Simon Haw                     | nicht ausgetragen                                 | nicht ausgetragen                          |
| 1959      | Sy Khim Piao           | nicht ausgetragen          | Sy Khim Piao Simon Haw                     | nicht ausgetragen                                 | nicht ausgetragen                          |
| 1960      | Sy Khim Piao           | nicht ausgetragen          | Sy See Cheung Yan Hang                     | nicht ausgetragen                                 | nicht ausgetragen                          |
| 1961      | Sy Khim Piao           | nicht ausgetragen          | Sy See Cheung Yan Hang                     | nicht ausgetragen                                 | nicht ausgetragen                          |
| 1962      | Sy Khim Piao           | nicht ausgetragen          | Keng See Ching Yan Hang                    | nicht ausgetragen                                 | nicht ausgetragen                          |
| 1963      | Sy Khim Piao           | nicht ausgetragen          | Keng See Ching Yan Hang                    | Luisa Chua Mary Tan                               | Armando Yanga Marijuana Mapua              |
| 1964      | Armando Yanga          | nicht ausgetragen          | Conrado Co Sy Khim Piao                    | Grace MacFarland Mary Tan                         | nicht ausgetragen                          |
| 1965      | Daniel So              | Mary Tan                   | Conrado Co Oscar Yanga                     | Luisa Chua Mary Tan                               | Simon Haw Mary Tan                         |
| 1966      | Armando Yanga          | Mary Tan                   | Conrado Co Sy Khim Piao                    | Carmen Lopez Mary Tan                             | nicht ausgetragen                          |
| 1967      | Conrado Co             | Mary Tan                   | Armando Yanga Oscar Yanga                  | Lily Tan Mary Tan                                 | nicht ausgetragen                          |
| 1968      | Daniel So              | Mary Tan                   | Conrado Co Daniel So                       | Lily Tan Mary Tan                                 | nicht ausgetragen                          |
| 1969      | Conrado Co             |                            | Conrado Co Daniel So                       |                                                   |                                            |
| 1970      | nicht ausgetragen      | nicht ausgetragen          | nicht ausgetragen                          | nicht ausgetragen                                 | nicht ausgetragen                          |
| 1971      | Daniel So              |                            | Conrado Co Daniel So                       |                                                   |                                            |
| 1972      | Daniel So              |                            | Conrado Co Daniel So                       |                                                   |                                            |
| 1973      | Daniel So              |                            | Conrado Co Daniel So                       |                                                   |                                            |
| 1974      | Daniel So              |                            | Conrado Co Daniel So                       |                                                   |                                            |
| 1975      | Daniel So              |                            | Conrado Co Daniel So                       |                                                   |                                            |
| 1976      | Daniel So              |                            | Oscar Cordero Renato Cruz                  |                                                   |                                            |
| 1977 1978 | nicht ausgetragen      | nicht ausgetragen          | nicht ausgetragen                          | nicht ausgetragen                                 | nicht ausgetragen                          |
| 1979      | Daniel So              |                            | Conrado Co Daniel So                       |                                                   |                                            |
| 1980      | Daniel So              |                            | Errol Chan Daniel So                       |                                                   |                                            |
| 1981 1982 | nicht ausgetragen      | nicht ausgetragen          | nicht ausgetragen                          | nicht ausgetragen                                 | nicht ausgetragen                          |
| 1983      | Renato Reyes           | Martha Millar              | Jessie Alonzo Renato Reyes                 |                                                   |                                            |
| 1984      | Renato Reyes           | Martha Millar              | Jessie Alonzo Renato Reyes                 |                                                   |                                            |
| 1985      | Renato Reyes           | Martha Millar              | Jessie Alonzo Renato Reyes                 |                                                   |                                            |
| 1986      | Jessie Alonzo          | Martha Millar              | Jessie Alonzo Renato Reyes                 | Amparo Lim Martha Millar                          | Daniel So Irene Viola                      |
| 1993      |                        | Kennie Asuncion            |                                            | Kennie Asuncion                                   |                                            |
| 1994      |                        | Kennie Asuncion            |                                            | Kennie Asuncion                                   |                                            |
| 1995      |                        | Kennie Asuncion            |                                            | Kennie Asuncion                                   |                                            |
| 1996      |                        | Kennie Asuncion            |                                            | Kennie Asuncion                                   |                                            |
| 1997      |                        | Kennie Asuncion            |                                            | Kennie Asuncion                                   |                                            |
| 1998      |                        | Kennie Asuncion            |                                            | Kennie Asuncion                                   |                                            |
| 1999      |                        | Kennie Asuncion            |                                            | Kennie Asuncion                                   | Kennie Asuncion                            |
| 2001      | Kennevic Asuncion      | Kennie Asuncion            |                                            | Kennie Asuncion                                   | Kennevic Asuncion Kennie Asuncion          |
| 2002      | Kennevic Asuncion      | Kennie Asuncion            | Kennevic Asuncion                          | Kennie Asuncion                                   | Kennevic Asuncion Kennie Asuncion          |
| 2003      | Kennevic Asuncion      | Kennie Asuncion            |                                            | Kennie Asuncion                                   | Kennevic Asuncion Kennie Asuncion          |
| 2004      | Kennevic Asuncion      | Kennie Asuncion            |                                            | Kennie Asuncion                                   | Kennevic Asuncion Kennie Asuncion          |
| 2004      | Kennevic Asuncion      | Kennie Asuncion            | Ian Gil Piencenaves Arolas Amahit          | Amparo Lim Irene Chiu                             | Kennevic Asuncion Kennie Asuncion          |
| 2005      | Kennevic Asuncion      | Kennie Asuncion            |                                            | Kennie Asuncion                                   | Kennevic Asuncion Kennie Asuncion          |
| 2005      | Kennevic Asuncion      | Irene Chiu                 | Ian Gil Piencenaves Arolas Amahit          | Kennie Asuncion Paula Obanana                     | Kennevic Asuncion Kennie Asuncion          |
| 2006      | Lloyd Escoses          | Karyn Velez                | Ian Gil Piencenaves Jaime Junio            | Noelle Casandra Ang-Siy Francesca Bermejo         | Melvin Llanes Marga Tan                    |
| 2006      | Ian Gil Piencenaves    | Irene Chiu                 |                                            | Rina Batuigas Francesca Bermejo                   | Ian Gil Piencenaves Liza Sormillo          |
| 2007      | Lloyd Escoses          | Irene Chiu                 | Rodel Bartolome Ricky Bartolome            | Irene Chiu Vanessa Tanco                          | Arolas Amahit Noelle Casandra Ang-Siy      |
| 2008      | Antonino Benjamin Gadi | Gelita Castilo             | Ian Gil Piencenaves Marlon Villarin        | Kennie Asuncion Karyn Velez                       | Kennevic Asuncion Kennie Asuncion          |
| 2009      | Antonino Benjamin Gadi | Bianca Ysabel Carlos       | Ronel Estanislao Mark Alvin Natividad      | Danica Bolos Descka Calimlim                      | Ronel Estanislao Pauline Angelica Ramos    |
| 2010      | Antonino Benjamin Gadi | Gelita Castilo             | Alfredo Mailon jr. Jaime Junio             | Jubie Anne Vallarta Isabelle Villaran             | Melvin Llanes Cherry Mae Alberastine       |
| 2011      | Antonino Benjamin Gadi | Bianca Ysabel Carlos       | Wilfredo Amoroso Mark Alvin Natividad      | Reyne Thraitscka des Calimlim Rochelle Anne Reyes | Antonino Benjamin Gadi Gelita Castilo      |
| 2012      | Antonino Benjamin Gadi | Ma. Bianca Ysabel Carlos   | Philip Joper Escueta Peter Gabriel Magnaye | Gelita Castilo Dia Nicole Magno                   | Kevin Alfred Dalisay Danica San Ignacio    |
| 2013      | Mark Shelley Alcala    | Malvinne Ann Venice Alcala | Peter Gabriel Magnaye Paul Jefferson Vivas | Jessie Francisco Eleanor Christine Inlayo         | Peter Gabriel Magnaye Kristel Dawn Salatan |
| 2014      | Antonino Benjamin Gadi | Sarah Joy Barredo          | Philip Joper Escueta Ronel Estanislao      | Jessie Francisco Eleanor Christine Inlayo         | Peter Gabriel Magnaye Aires Amor Montilla  |
| 2015 2024 | keine Daten            | keine Daten                | keine Daten                                | keine Daten                                       | keine Daten                                |